# Telmatosaurus
Telmatosaurus („bažinný ještěr“) byl rod menšího býložravého ptakopánvého dinosaura, žijícího na konci křídy na území současného Rumunska.

## Popis
Telmatosaurus byl středně velký ornitopod (délka asi 5 metrů, hmotnost kolem 600 kg) ze skupiny Hadrosauridae, žijící v období svrchní křídy (věk maastricht, asi před 70 miliony let) na území východní Evropy (dnešní Rumunsko, ostrov Haţeg). Jen asi 5 metrů dlouhý bazální hadrosaurid byl součástí fauny tzv. trpasličích dinosaurů, žijících na velkém ostrově v moři Tethys. V současnosti je známo 5-10 fragmentárních lebek a několik postkraniálních elementů tohoto dinosaura. Jsou také známá fosilní vejce, která snad mohla patřit tomuto druhu.

## Historie
Typový druh T. transylvanicus byl popsán baronem Franzem Nopcsou v roce 1899 ještě jako Limnosaurus. Brzy se však ukázalo, že toto jméno použil již v roce 1872 americký paleontolog C. O. Marsh pro jistý druh pravěkého krokodýla (později rod Pristichampsus) a název proto Nopcsa v roce 1903 změnil.

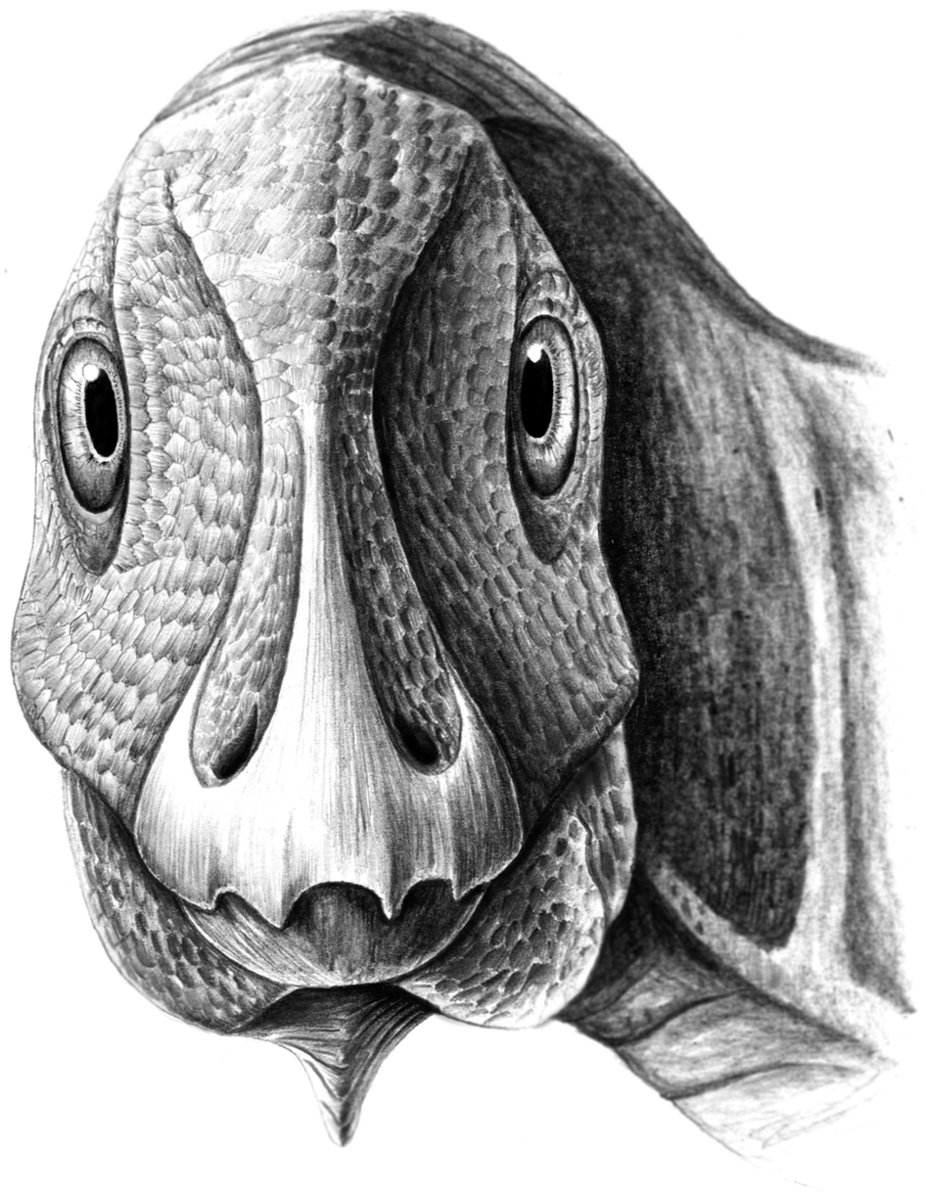
Telmatosaurus s čelistní patologií - obrazová rekonstrukce